# Gare Warszawa Gdańska
La gare Warszawa Gdańska est une gare ferroviaire située dans l'arrondissement de Śródmieście, à Varsovie

## Histoire
La partie ouest de la gare de fret était adjacente au ghetto. Elle est devenue en 1942 l'Umschlagplatz. En 1942, plus de 254,000 hommes, femmes, enfants, vieillards, bébés, parce que juifs, ont été mis de force dans des trains. Ceux qui ne sont pas morts écrasés, ou morts de soif dans ces trains ont été gazés à Treblinka.